# Vestmannaeyjar

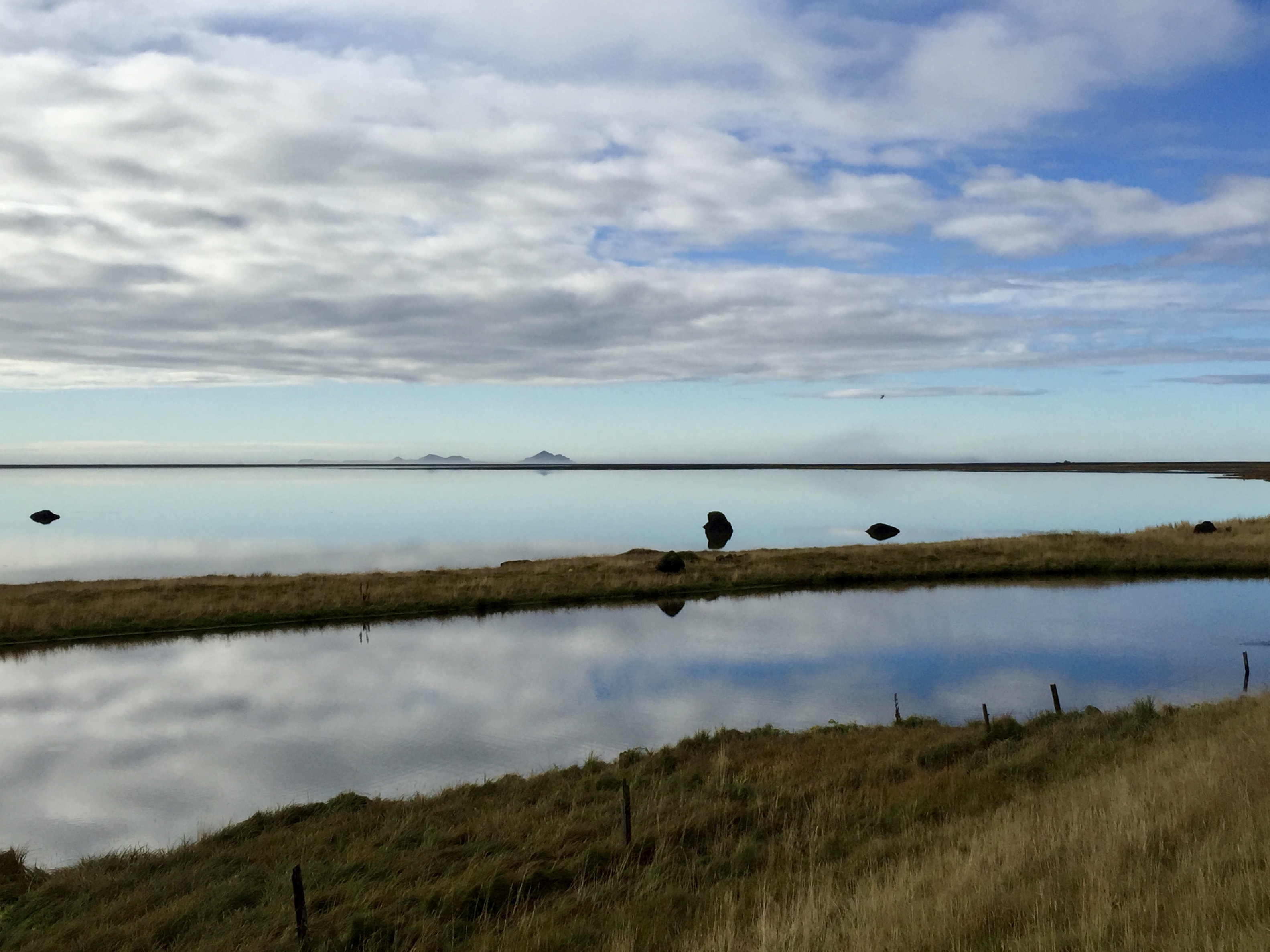
Blick auf Vestmannaeyjar vom Festland

Die Vestmannaeyjar (deutsch: Westmännerinseln) sind eine Inselgruppe vulkanischen Ursprungs 10 bis 30 Kilometer südlich der isländischen Küste, die aus 14 Inseln, 30 Schären und 30 Felsen bestehen.
Das Gebiet, das sich in der isländischen Region Suðurland befindet, bildet die Gemeinde Vestmannaeyjabær mit 4523 Einwohnern (Stand 1. Januar 2023).

## Name

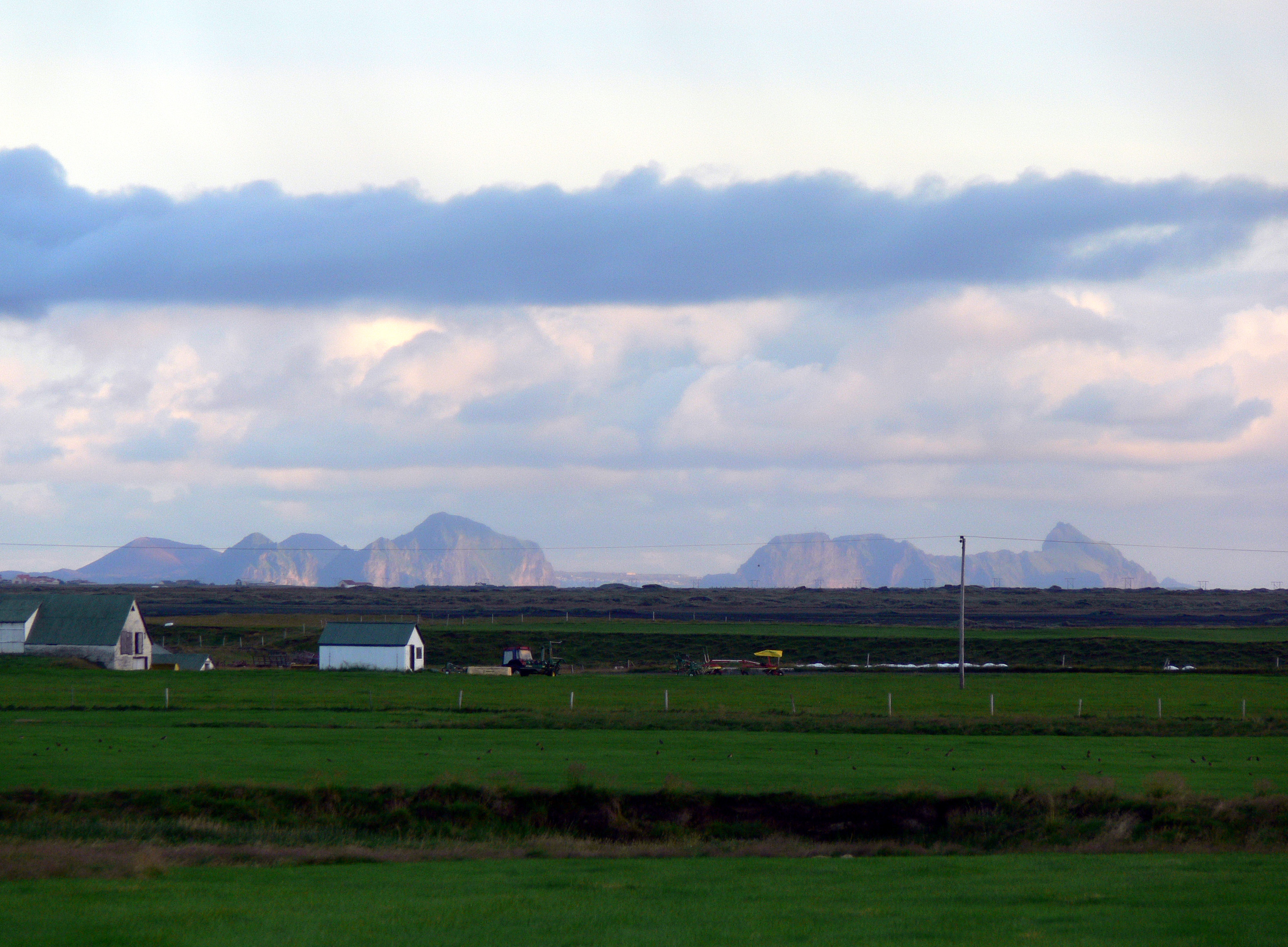
Blick auf die Westmännerinseln von Landeyjar

Das Landnahmebuch berichtet von den beiden befreundeten Clanoberhäuptern Ingólfur Arnarson und Hjörleifur Hróðmarsson, die laut dieser Quelle zu den ersten Siedlern Islands gehörten. Demnach siedelte sich Hjörleifur zunächst auf dem Mýrdalssandur in der Nähe des Inselberges Hjörleifshöfði an. Er wurde aber kurz darauf von zwei seiner irischen Sklaven erschlagen. Diese nahmen ein Boot und flüchteten nach Westen an der Küste entlang und dort zu Inseln, die sie da im Meer liegen sahen. Ingólfur verfolgte die Sklaven und fand sie auf der größten der Inseln, der heutigen Insel Heimaey, während sie beim Essen saßen. Einige tötete er auf der Stelle, andere konnten auf die umgebenden Klippen entkommen.

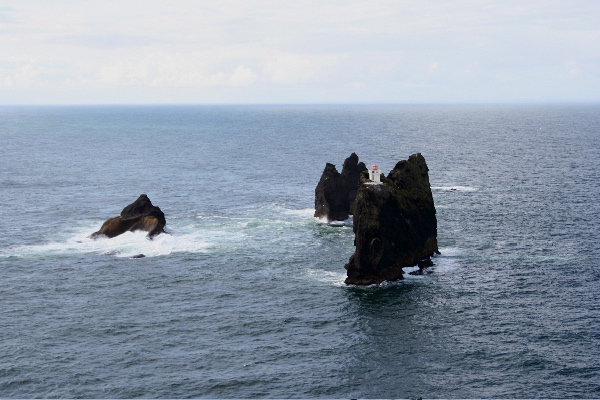
Þrídrangar

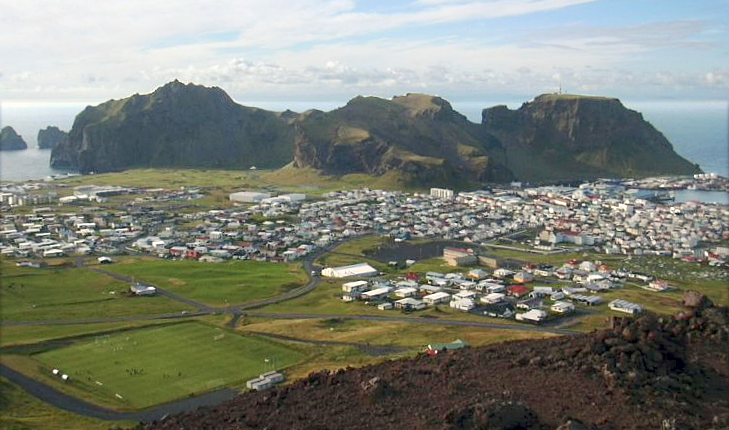
Blick auf Heimaey

Da nun die norwegischen Siedler die Leute von den Britischen Inseln als Vestmenn (deutsch: „Leute aus dem Westen“) bezeichneten, heißen die Inseln seither Vestmannaeyjar.
Allerdings haben Historiker diese Geschichte in Zweifel gezogen und wandten ein, dass der Begriff Vestmenn im Altisländischen im Gegenteil Leute nordischen, also wikingischen Ursprungs bezeichnete, die sich auf den Britischen Inseln niedergelassen hatten. Dies könnte in diesem Zusammenhang darauf schließen lassen, dass die Westmännerinseln schon vor der eigentlichen Besiedelung ab und zu von Wikingern etwa aus Norwegen als vorübergehender Aufenthaltsort, z. B. auf Fischereiexkursionen, benutzt wurden.

## Geografie: Die Inselkette der Vestmannaeyjar

Topographische Karte der Westmännerinseln

Es handelt sich um eine vulkanische Inselkette im Süden Islands mit eigenem Vulkansystem, die sich südlich des Eyjafjallajökull in südwestliche Richtung in den Atlantik hinaus erstreckt.
Das großenteils submarine Vulkansystem misst in der Länge etwa 38 km, in der Breite 30 km – was auch in etwa der Länge und Breite der Inselkette entspricht.

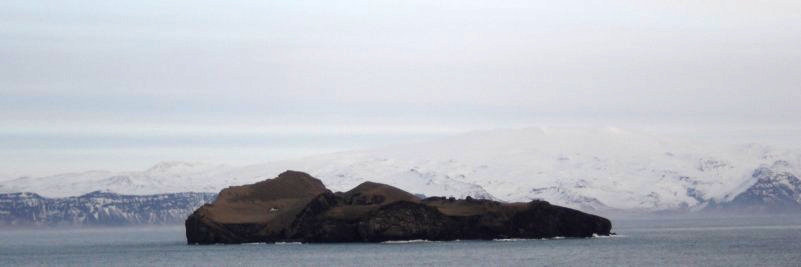
Ellidaey mit Eyjafjallajökull im Hintergrund

Schemazeichnung der Eruption des Eldfell auf Heimaey 1973 mit den jeweils veränderten Küstenlinien

Die Inselkette umfasst je nach Autor 15 bis 18 Inseln und etwa 30 Schären.
Heimaey [ˈhɛi̯maɛi̯] stellt mit einer Fläche von 14,5 km² die mit Abstand größte und als einzige ständig bewohnte Insel dar. Auf ihr befindet sich die gleichnamige Stadt.
Bei Surtsey handelt es sich um die zweitgrößte Insel mit einer Fläche von 1,41 km² (2004), die 1963 bei einem Vulkanausbruch entstanden ist und etwa 15 km südwestlich von Heimaey liegt.
Kleinere Inseln sind Elliðaey mit einer Fläche von 0,45 km², Bjarnarey mit einer Fläche von 0,32 km², Álfsey mit einer Fläche von 0,25 km², Suðurey mit einer Fläche von 0,20 km², Brandur und Hellisey mit einer Fläche von je 0,1 km², Súlnasker mit einer Fläche von 0,03 km², Geldungur mit einer Fläche von 0,02 km², Geirfuglasker mit einer Fläche von 0,02 km².
Die Inseln Hani (deutsch: „Hahn“), Hæna (deutsch: „Henne“) und Hrauney sowie die Schäre Grasleysa werden Smáeyjar (Kleininseln) genannt. Surtsey ist die südlichste und Elliðaey die nördlichste Insel. Im Nordwesten vorgelagert sind die Untiefen um Þrídrangar, an denen der Schifffahrtsweg nach Heimaey vorbeiführt.

## Das Vulkansystem der Vestmannaeyjar
Die Westmännerinseln sind Teil eines eigenständigen, nach ihnen benannten Vulkansystems.

### Beschreibung
Das mit ihnen verbundene und hauptsächlich submarine Vulkansystem umfasst eine Fläche von etwa 30 × 40 km im Atlantik vor der südisländischen Küste mit Inseln und submarinen vulkanischen Erscheinungsformen wie Kratern und submarinen Lavafeldern, die z. B. bei Stóra-Hraun bekannte Untiefen bilden.
Das Vulkansystem bildet das südliche Ende der östlichen Vulkanzone von Island (in der englischsprachigen wissenschaftlichen Literatur: EVZ – Eastern Volcanic Zone).

### Eruptionsgeschichte

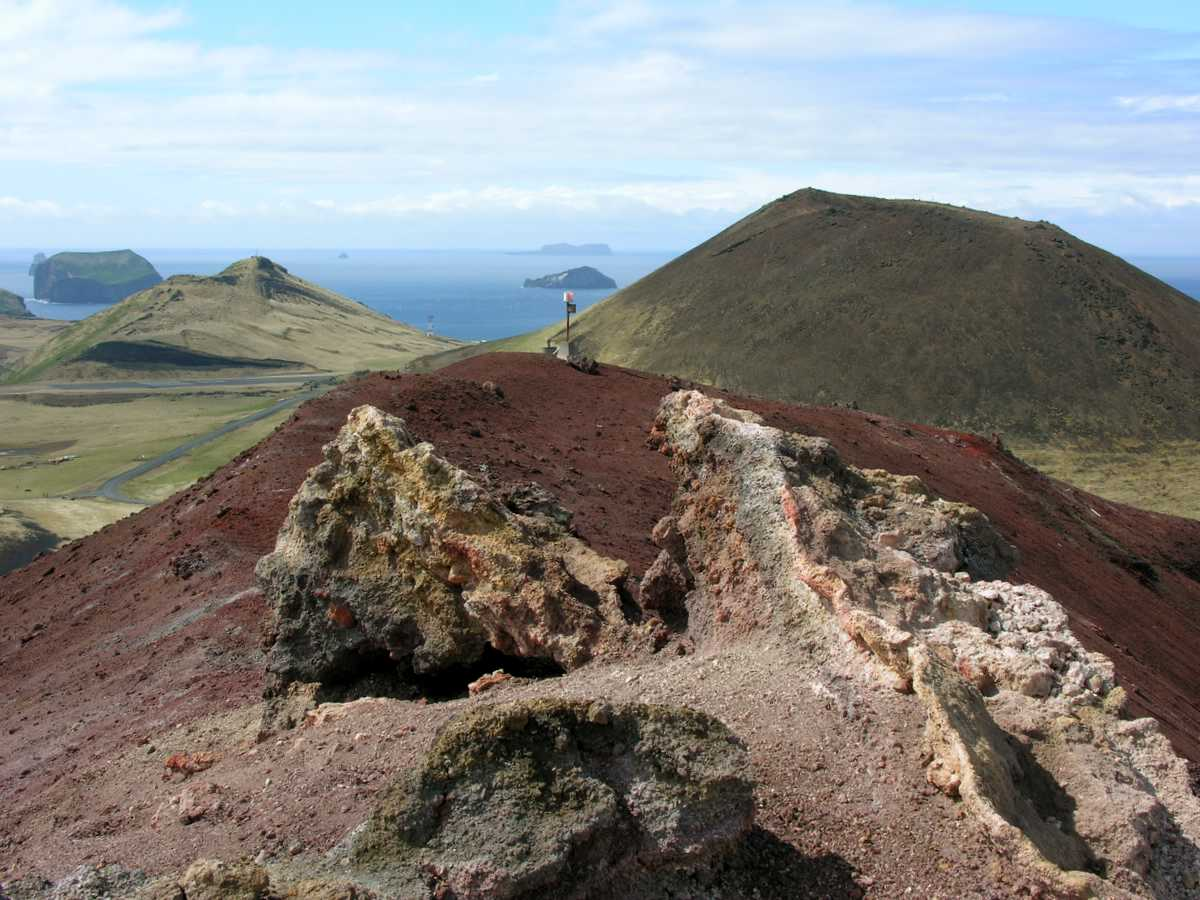
Heimaey: Blick vom Eldfell auf den Helgafell

Die ältesten Gesteine sind ca. 70.000 bis 100.000 Jahre alt, woraus sich das Alter des Vulkansystems erschließen lässt. Es gehört damit zu den jüngsten in Island.
Nur etwa 10 nacheiszeitliche Ausbruchsserien in diesem System sind bekannt. Sie sind aus naheliegenden Gründen unterschiedlich gut belegt.
Der Tuffkegel Háin verdankt seine Entstehung explosiven Ausbrüchen mit pyroklastischen Strömen im Nordwesten von Heimaey vor etwa 8.000 Jahren. Vor etwa 7.500 Jahren entstanden dann die Klippen Norðurklettar ebenfalls im Nordwesten von Heimaey. Die Inseln Alsey, Brandur, Suðurey und Hellisey bildeten sich vor etwa 6.000 Jahren in Eruptionen, die denen von Surtsey ähnelten.
Vor etwa 4.600 Jahren entstand der Aschenkrater Stórhöfði auf Heimaey.
Es konnten auch submarine Ausbrüche nachgewiesen werden, die zur selben Ausbruchsserie gehören. Der Aschenkegel des Sæfell auf Heimaey bildete sich hingegen in einer sehr explosiven Eruption vor ca. 4.300 Jahren, bei der wiederum auch Pyroklastische Ströme erzeugt wurden. Auch hier schloss sich eine effusive Phase an sowie submarine Eruptionen. Vor etwa 4.000 Jahren fand am Helgafell auf Heimaey eine Eruption mit explosiven wie auch effusiven Phasen statt, Ursprung von Lavaströmen und Aschenlagen.
Vermutlich fand zudem im Jahre 1637 ein submariner Ausbruch südwestlich von Heimaey statt und hielt ca. 70 Tage an. Die submarine Eruption war wohl explosiv.
Auch finden sich Augenzeugenberichte über einen unterseeischen Vulkanausbruch 3,8 Seemeilen südöstlich von Geirfuglasker und gleichzeitig 3,6 Seemeilen südlich von Súlnasker im Jahre 1896, die in der Zeitschrift Ísafold 3 im Oktober desselben Jahres veröffentlicht wurden. Die letzten Ausbruchsserien in diesem System fanden 1963–67 bei der Entstehung von Surtsey sowie 1973 v. a. auf Heimaey (Ausbruch des Eldfell) statt. In beiden Fällen stellte man innerhalb der Ausbruchsserien auch submarine Eruptionen an anderen Stellen im gleichen Vulkansystem fest.
Insgesamt fällt auf, dass sich die Mehrheit der nachweisbaren Aktivitäten auf Heimaey konzentriert, und deshalb vermutet man die Magmakammer des Systems und damit einen sich bildenden Zentralvulkan unter dieser Insel.

## Klima und Wetter

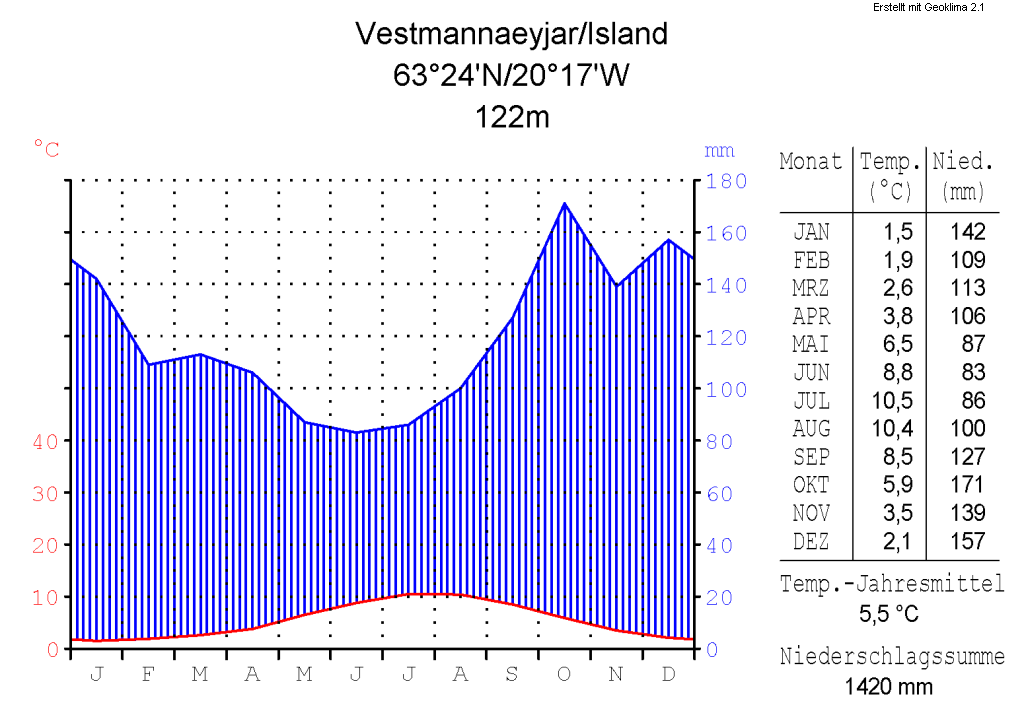
Klimadiagramm der Vestmannaeyjar

Auf den Westmännerinseln herrscht Hochseeklima. Die kältesten Monate (Januar, Februar) haben eine Mitteltemperatur von 1,5 °C, Juli und August erreichen 10,5 °C. Die Jahresschwankung um die Jahresmitteltemperatur von 5,5 °C ist somit gering. Ebenso ist der Unterschied zwischen den absoluten beobachteten Temperaturextremen von −14 °C und +19 °C gering.
Die Inseln sind niederschlagsreich, im Durchschnitt fallen 1600 mm pro Jahr. Im Mittel gibt es an 240 Tagen pro Jahr Niederschlag von mindestens 0,1 mm. Stürme sind häufig.
Besonders im Winter können diese Stürme mit Windgeschwindigkeiten von über 150 km/h sehr heftig toben. Gemessen wird dies auf der Wetterstation Stórhöfði. Des Weiteren findet man hier die höchsten Wellen im Küstenbereich Islands. So wurden im Januar 1990 Wellen bis zu einer Höhe von 23,3 m südöstlich von Surtsey festgestellt (vgl. Monsterwelle).

## Geschichte

### Besiedelung

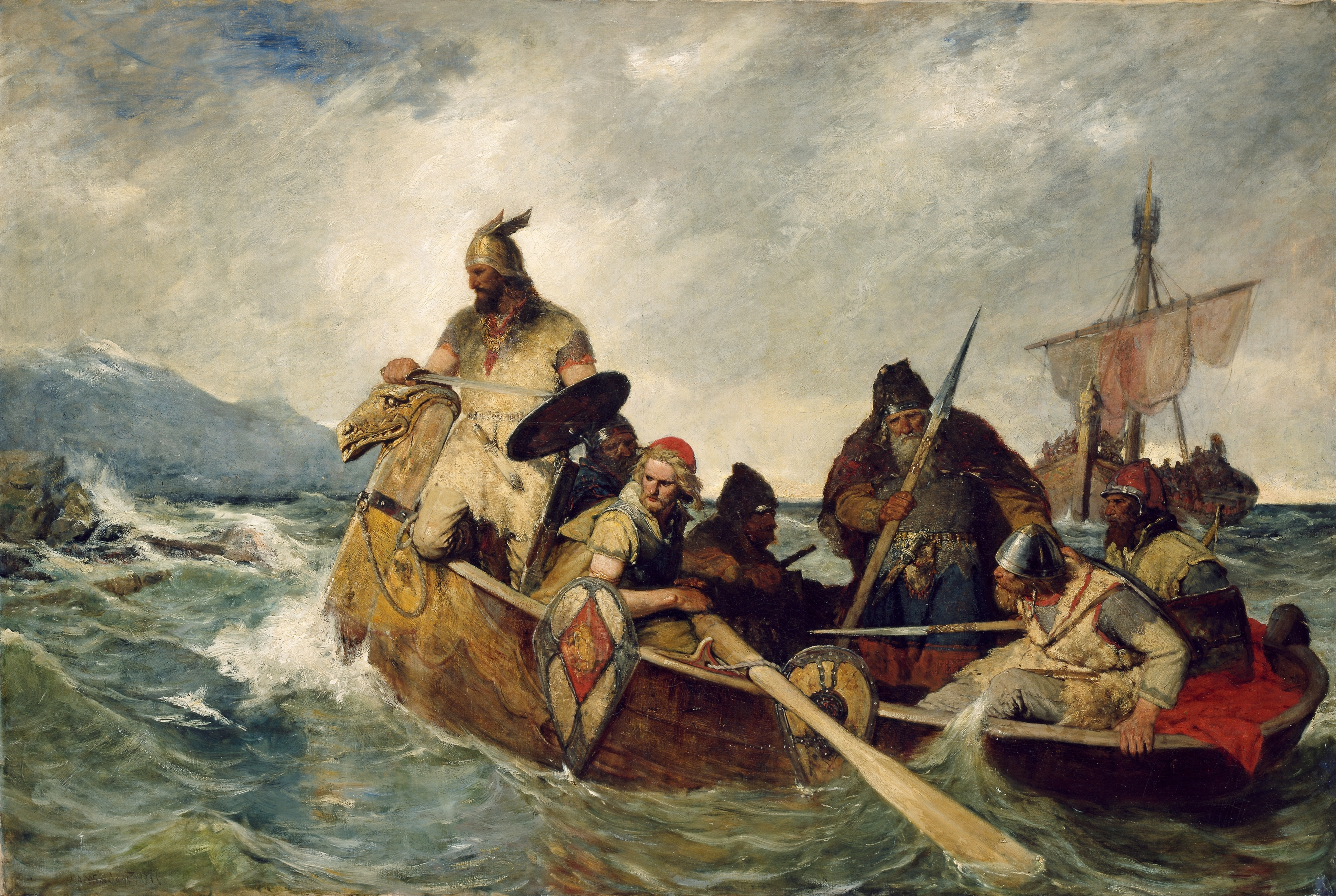
Wikinger bei der Landung in Island

Neuere Ausgrabungen im Hérólfsdalur auf Heimaey von 1971–81 weisen auf sehr frühe Besiedelung der Inseln hin, vermutlich noch einiges früher als auf der Hauptinsel von Island, d. h. noch vor dem Ende des 9. Jahrhunderts. Dies würde auch die Namensgebung erklären. Demnach wären Wikinger, die sich zunächst auf den Britischen Inseln angesiedelt hätten, von dort aus nach Island gefahren und hätten Niederlassungen auf den Westmännerinseln gegründet.
Hingegen berichtet das Landnahmebuch vom Clanoberhaupt Hérólfur Bárðarson, der erst nach der offiziellen Landnahme durch Ingólfur Arnarson den ersten Hof auf den Westmännerinseln gegründet hätte. Dieser hätte sich im Herjólfsdalur befunden.
In den Sagas, z. B. der Brennu-Njáls-Saga, werden wiederholt Fahrten zu den Inseln erwähnt, um dem Fischfang nachzugehen, aber auch der Seehundsjagd, dem Fang von Vögeln oder dem Eiersammeln.

### Handel auf den Westmännerinseln im ausgehenden Mittelalter und in der beginnenden Neuzeit
Während des Mittelalters findet man immer wieder Belege für mehr oder minder lebhafte Handelsbeziehungen vor allem zu den bis ins 14. Jahrhundert im Islandhandel recht einflussreichen Engländern, im 15. Jahrhundert auch zur Hanse.
Allerdings wurde auf den Westmännerinseln der Handel schon circa 50 Jahre früher als auf dem Festland vom König von Dänemark vereinnahmt, der sich dort durch ihm ergebene Kaufleute eine Monopolstellung verschaffte.

### Der Türkenüberfall
Im Jahre 1627 erreichte eine Flotte Korsaren aus Algier die Inseln und nutzte sie vorübergehend als Stützpunkt. Am 16. Juli 1627 wurden die Häuser der einheimischen Bewohner sowie die Kirche in Brand gesetzt und viele Einwohner getötet. Die auf Heimaey und an anderen Orten der Südküste, z. B. im Berufjörður, gefangen genommenen Isländer – insgesamt rund 300 Menschen – wurden danach auf den Sklavenmärkten der Barbareskenstaaten feilgeboten und verkauft. Nur ein geringer Teil der Versklavten konnte – nachdem die dänische Regierung oder andere für sie Lösegeld aufgebracht hatten oder sie selbst sich freigekauft hatten – nach Jahren in die Heimat zurückkehren. Nach Heimaey kehrten 27 Menschen zurück. Unter diesen Freigelassenen befand sich auch Guðríður Símonardóttir, die spätere Frau des in Island sehr beliebten Psalmendichters Hallgrímur Pétursson.
Da diese Teile Nordafrikas zu der Zeit zum türkischen Großreich gehörten, sprach und spricht man in dem Zusammenhang in Island immer noch vom Türkenüberfall (isl. Tyrkjaránið, wörtlich eigentlich Raub durch die Türken).

### Leben von und mit der See

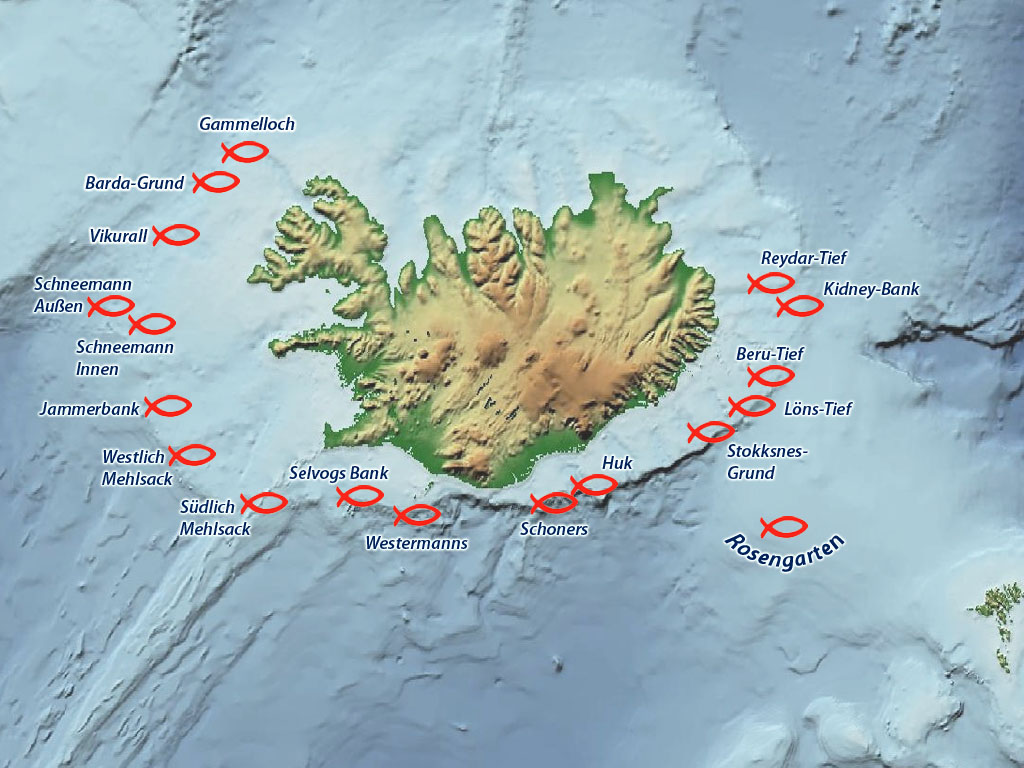
Fischgründe rund um Island, Westmännerinseln im Süden

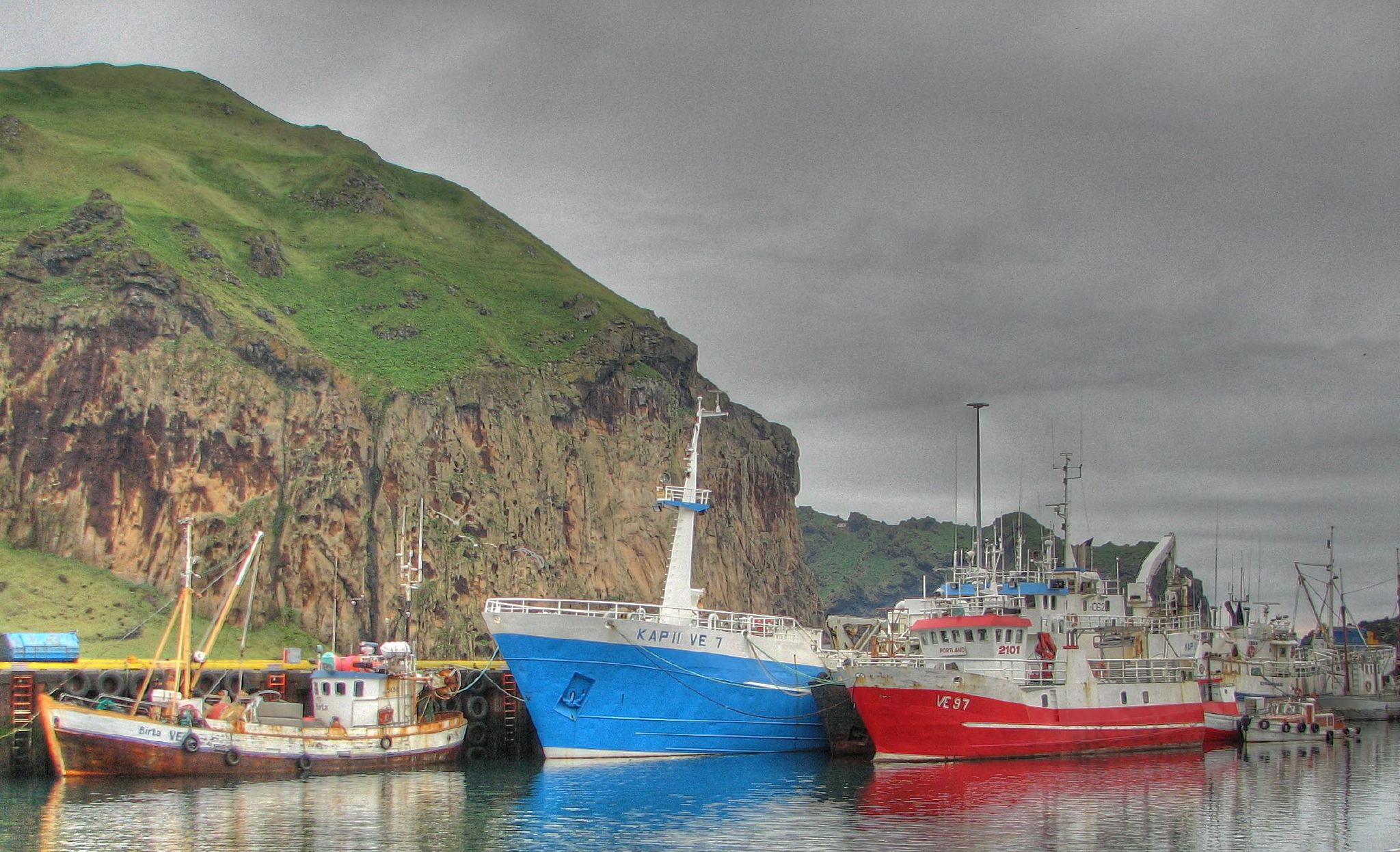
Hafen von Heimaey

Schon im Mittelalter und bis zu Beginn des 20. Jahrhunderts fuhr man mit Ruderbooten hinaus zu den rund um die Inseln oft besonders ergiebigen Fischgründen. Vor dem Türkenüberfall waren die Inseln auch gerade deshalb besonderer Anziehungspunkt für ärmere Leute aus den nahegelegenen Bezirken, die dort Arbeit und Brot fanden.
Allerdings hatte der Türkenüberfall einen bedeutsamen negativen Einfluss auf die Bevölkerungsstruktur auf den Inseln, der sich bis ins 19. Jahrhundert auswirkte. Bei der ersten isländischen Volkszählung im Jahre 1703 stellte man eine Gesamtzahl von 318 Einwohnern auf den Inseln fest. Das 18. Jahrhundert erwies sich wie für die Isländer allgemein so auch für die Bewohner der Westmännerinseln nicht zuletzt aufgrund der Ausbrüche der Laki-Krater und deren Folgen als besonders hart. So erklärt es sich, dass um 1800 nur noch 173 Einwohner auf den Inseln festgestellt wurden.
Diese Entwicklung kehrte sich aber im 19. Jahrhundert um, die Inseln prosperierten, nicht zuletzt wegen des Fischfangs und die Einwohnerzahl war im Jahre 1860 auf 499 angewachsen.
Gegen Ende des Jahrhunderts folgte jedoch wieder eine schwierige Phase, als die Fischschwärme über Jahre hinweg geringer wurden und schließlich auch noch bei einem Unwetter im Winter 1869 fast 20 Mann gleichzeitig ertranken.
Positive Entwicklungen waren aber in diesen Jahren ebenfalls feststellbar. Man kämpfte für Allgemeinbildung und gründete schon 1862 eine Inselbücherei mit immerhin 600 Bänden. Gleichzeitig entstand auch die erste Versicherungsgesellschaft für Schiffe auf Island.
Um 1890 besserte sich die finanzielle Situation der Inselbewohner wieder durch die Aufnahme der Schleppnetzfischerei. Die Zahl der Einwohner stieg auf 607 an.
Segelschiffe besaßen die Bewohner der Vestmannaeyjar nicht, und zu Beginn des 20. Jahrhunderts konnte man auf den Inseln auch noch keine Trawler einsetzen. Der Grund hierfür war im Mangel eines geeigneten Hafens zu suchen, den die Bewohner der Westmännerinseln trotz jahrelanger Bemühungen erst um die Mitte des 20. Jahrhunderts erhielten.
Dieser hatte jedoch einen bedeutenden wirtschaftlichen Aufschwung für die Gegend zur Folge. Fischfang und -verarbeitung brachten Geld und weitere Bewohner, so dass die Inselgruppe – heutzutage nur noch Heimaey – im Januar 2011 eine Einwohnerzahl von 4.142 aufweisen konnte.
Da die See rund um die Inseln vor allem im Winter sehr stürmisch werden kann, hatte man in der Umgebung der Inseln im Laufe der Jahrhunderte auch eine beträchtliche Zahl von Menschenleben zu beklagen. Beim Ein- und Ausschiffen von auf Reede liegenden Schiffen sowie beim Fischen mit Ruderbooten stürzten viele Menschen über Bord. Zahlreiche Schiffe sanken aber auch rund um die Inseln.

### Stadtrecht und Entwicklung der Einwohnerzahl
Stadtrechte (kaupstaðurréttindi) erhielt der Ort am 22. November 1918.
Die Einwohnerzahl von Vestmannaeyjar lag 1890 bei 314, 1901 bei 344, 1910 bei 768, 1920 bei 2426, 1930 bei 3393, 1940 bei 3587, 1950 bei 3726, 1960 bei 4643 und 1970 bei 5186; 1989 zählte die Stadt 4814 Einwohner.

### Vulkanausbruchsserie 1973
Hauptartikel: Eldfell

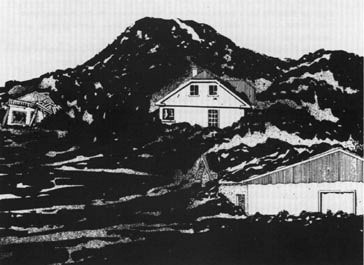
Unter Asche und Lava begrabene Häuser auf Heimaey, 1973

Ein besonders einschneidendes Ereignis in der Geschichte der Inseln stellten die Ausbrüche der Vulkanspalten beim Eldfell auf Heimaey im Jahre 1973 dar, die die Evakuation aller Einwohner nötig machten und das Aussehen der Insel grundlegend veränderten.
Die meisten Einwohner – über 5.000 – hatten die Inseln vor diesem Vulkanausbruch bereits verlassen. Er hatte immensen Schaden angerichtet, allerdings nur ein Menschenleben gekostet. Nachdem man die Lavaströme mit Hilfe von Seewasser rechtzeitig zum Stoppen gebracht hatte, wurde die Sicherheit des Hafens bei Stürmen aus Ost und Südost durch einen 40 m hohen Lavawall beträchtlich verbessert.

## Verkehr

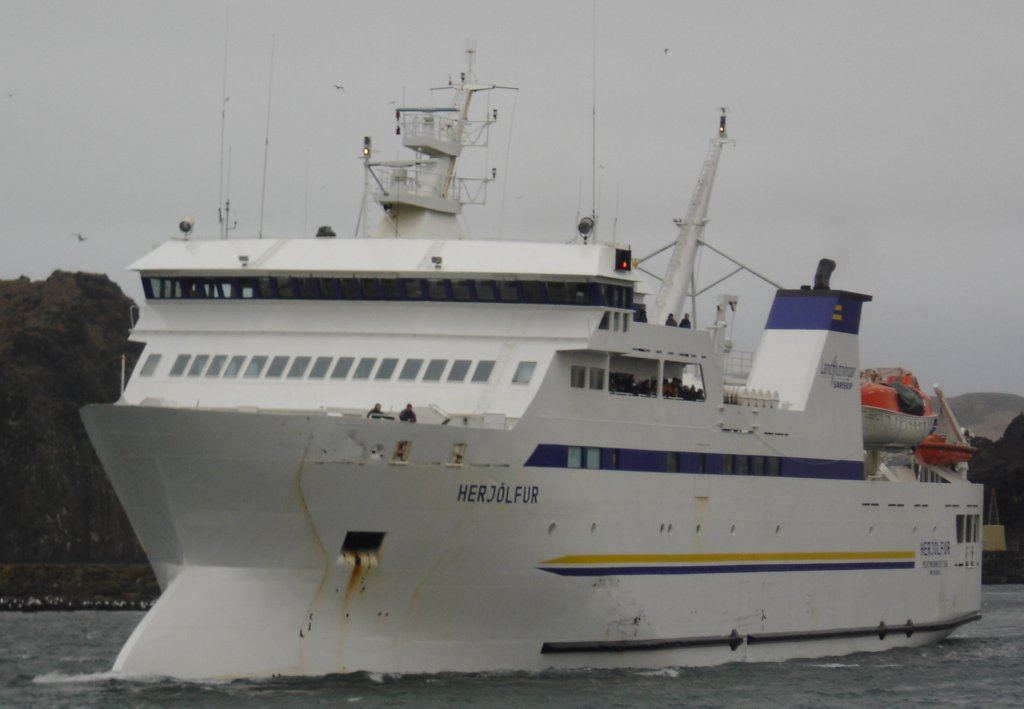
Fähre Herjólfur (III) von 1992

Die Verkehrsanbindung der Inseln war lange, bis in die Mitte des 20. Jahrhunderts, relativ schwierig. Sie besserte sich erst als um diese Zeit (ab 1942) endlich ein Hafen auf Heimaey gebaut wurde. Zuvor mussten größere Schiffe – wenn sie denn überhaupt vorbeikamen – auf Reede liegen und die Passagiere zunächst in Ruder-, ab Beginn des 20. Jahrhunderts in Motorbooten ausgeschifft werden, was sich bei stärkerem Seegang als ziemlich schwierig erweisen konnte.
Auch die Fahrt mit der Fähre Herjólfur III dauerte von Þorlákshöfn (bis zum Sommer 2010) noch etwa drei Stunden.
Die Gegend gegenüber den Inseln auf dem Festland galt lange Zeit als ungeeignet für Häfen. Erst im Jahre 2010 wurde dort ein Hafen, der Landeyjahöfn genannt wurde, fertiggestellt. Seit dem 20. Juli 2010 pendelt die Fähre Herjólfur in einer etwa halbstündigen Fahrt etwa 5 Mal täglich zwischen den Inseln und dem Hafen, der in der Nähe des Seljalandsfoss in Südisland liegt. Bis zum 12. August 2010 hatte man schon 40.000 Passagiere über den Sund befördert. Allerdings hat man auch immer wieder vor allem nach Winterstürmen mit Sandansammlungen im Hafen zu kämpfen.
Man hatte auch überlegt, den Sund, der hier nur ca. 15 km breit ist, zu untertunneln, diese Idee aber aufgrund der speziellen geologischen Gegebenheiten (submarines Vulkansystem, sehr wasserdurchlässige Gesteinsschichten, Erdbebengefahr) wieder fallen gelassen.
Vom Flughafen Vestmannaeyjar aus ist Reykjavík und Bakki zu erreichen.
Die Hauptstraße auf der Insel ist der Dalavegur .
Er ist 2,5 km lang und verbindet den Fähranleger mit dem Flughafen.
Die beiden anderen Nationalstraßen der Eldfellsvegur  und der Stórhöfðavegur  sind Nebenstraßen und nicht direkt mit dem Dalavegur verbunden.

## Sehenswürdigkeiten

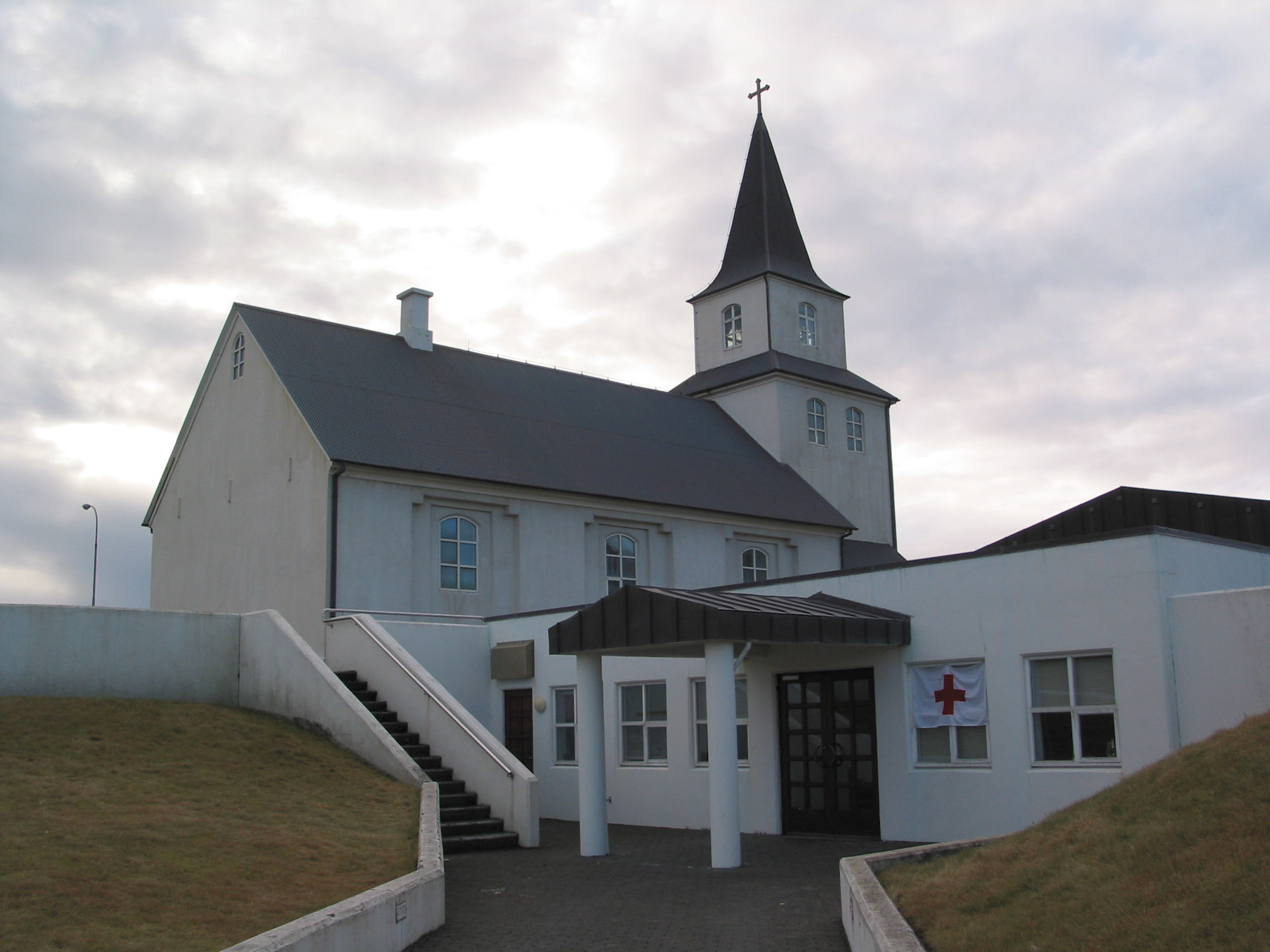
Landakirkja (1778)

- Skansinn (1586 erbaute Festung[34])  mit der norwegischen Stabkirche (Stafkirkjan) (2000) und Landlyst (1847)
- Landakirkja: drittältestes Kirchengebäude Islands (1774–78 erbaut),[35] neuer Turm 1955–1957 angebaut,[36] 16-armiger Leuchter von 1662, Glocken von 1619 und 1743 und andere Kunstwerke[37]
- Pompeji des Nordens: Ausgrabungsstätte in dem 1973 vom Eldfell verschütteten Viertel
- Friedhof der Häuser: Gedenkstätte
- Stórhöfði: südlichste Spitze von Heimaey, Brutplatz von Papageitauchern, windigster Ort Europas
- Gaujulundur: Gartenanlage inmitten von Lavafeldern
- Eldheimar – Vulkanmuseum: Museum zur Geschichte rund um den Vulkanausbruch 1973
- Holzhaus Landlyst: erste Entbindungsstation Islands, 1847 erbaut, 1992 zum Zwecke der Konservierung und Renovierung abgebaut, 2000 mit Originalteilen neu errichtet[38]
- Ráðhús Vestmannaeyja: Rathaus, 1927 als Krankenhaus erbaut und bis zur Einweihung des neuen Krankenhauses 1973 als solches genutzt, 1974–1977 umgebaut, seitdem Rathaus[39]

## Sport

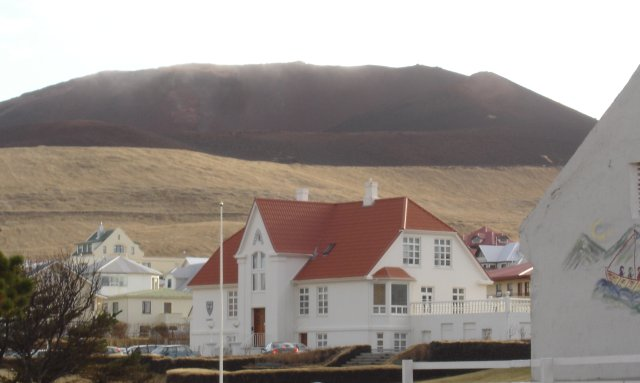
Rathaus

Sportclub der Inselbewohner ist der ÍBV (Íþróttabandalag Vestmannaeyja), der wie in Island üblich verschiedene Unterabteilungen für die diversen Sportarten hat.
Der Fußballklub ÍBV Vestmannaeyjar wurde dreimal isländischer Fußballmeister (1979, 1997, 1998) und gewann viermal den Landespokal (1968, 1972, 1981, 1998). In insgesamt 36 internationalen Spielen (Europapokal der Landesmeister, der Pokalsieger und UI/Intertoto-Cup) lautet die Bilanz: 4 Siege, 7 Remis und 25 Niederlagen.
2006 stieg man als Tabellenletzter aus der ersten Liga (Landsbankadeild) ab und spielte bis 2008 in der zweiten Klasse. Der angepeilte Wiederaufstieg in die 1. Liga gelang dem finanziell gut gestellten Klub zur Saison 2009.
Auch im Handball hat der ÍBV schon hervorragende Spieler hervorgebracht, die der isländischen Mannschaft bei internationalen Wettkämpfen wie etwa der Handballweltmeisterschaft angehörten.
Ein bekannter Golfplatz befindet sich im Norden von Heimaey im Herjólfsdalur, wo auch jeden Sommer am 2. Augustwochenende das berühmte sommerliche Volksfest abgehalten wird.

## Persönlichkeiten
- Ólafur Egilsson (1564–1639), Pfarrer
- Júlíana Sveinsdóttir (1889–1966), Malerin
- Sigurður Sigurðsson (1914–1982), Leichtathlet
- Högna Sigurðardóttir (1929–2017), Architektin
- Hörður Haraldsson (1929–2010), Leichtathlet
- Helgi Tómasson (* 1942), isländisch-US-amerikanischer Tänzer, Choreograf und Ballettdirektor
- Gísli Pálsson (* 1949), Autor
- Thorsteinn I. Sigfusson (1954–2019), Physiker
- Ásgeir Sigurvinsson (* 1955), Fußballspieler und -trainer
- Helgi Ólafsson (* 1956), Schachspieler
- Sólveig Anspach (1960–2015), isländisch-französische Filmregisseurin, Drehbuchautorin und Dokumentarfilmerin
- Guðlaugur Friðþórsson (* 1961), Fischer und Lokalpolitiker
- Heimir Hallgrímsson (* 1967), Fußballtrainer
- Hermann Hreiðarsson (* 1974), Fußballspieler
- Ívar Ingimarsson (* 1977), Fußballspieler
- Gunnar Heiðar Þorvaldsson (* 1982), Fußballspieler
- Sigurður Ari Stefánsson (* 1982), Handballspieler
- Kári Kristján Kristjánsson (* 1984), Handballspieler
- Smári McCarthy (* 1984), irisch-Isländischer Aktivist und Autor
- Margrét Lára Viðarsdóttir (* 1986), Fußballspielerin
- Arna Sif Pálsdóttir (* 1988), Handballspielerin
- Fanndís Friðriksdóttir (* 1990), Fußballspielerin
- Elísa Viðarsdóttir (* 1991), Fußballspielerin
- Díana Dögg Magnúsdóttir (* 1997), Handballspielerin
- Hákon Daði Styrmisson (* 1997), Handballspieler
- Elliði Snær Viðarsson (* 1998), Handballspieler
- Elísa Elíasdóttir (* 2004), Handballspielerin

## Literatur

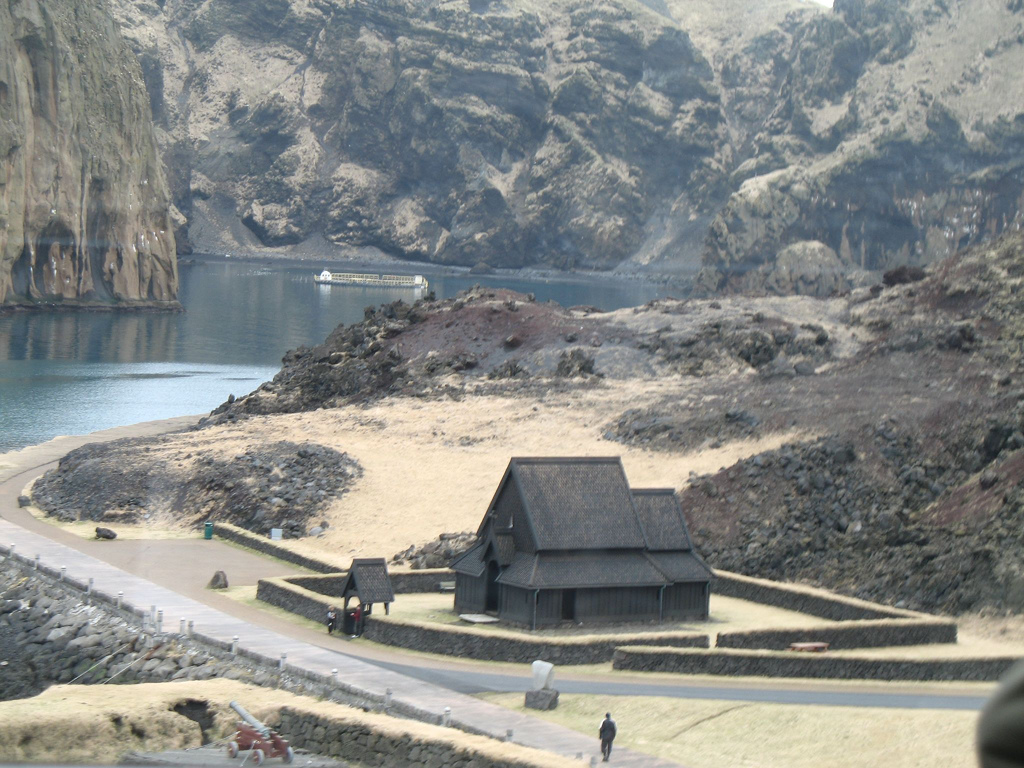
Von den Norwegern geschenkte Stabkirche am Skansinn auf Heimaey

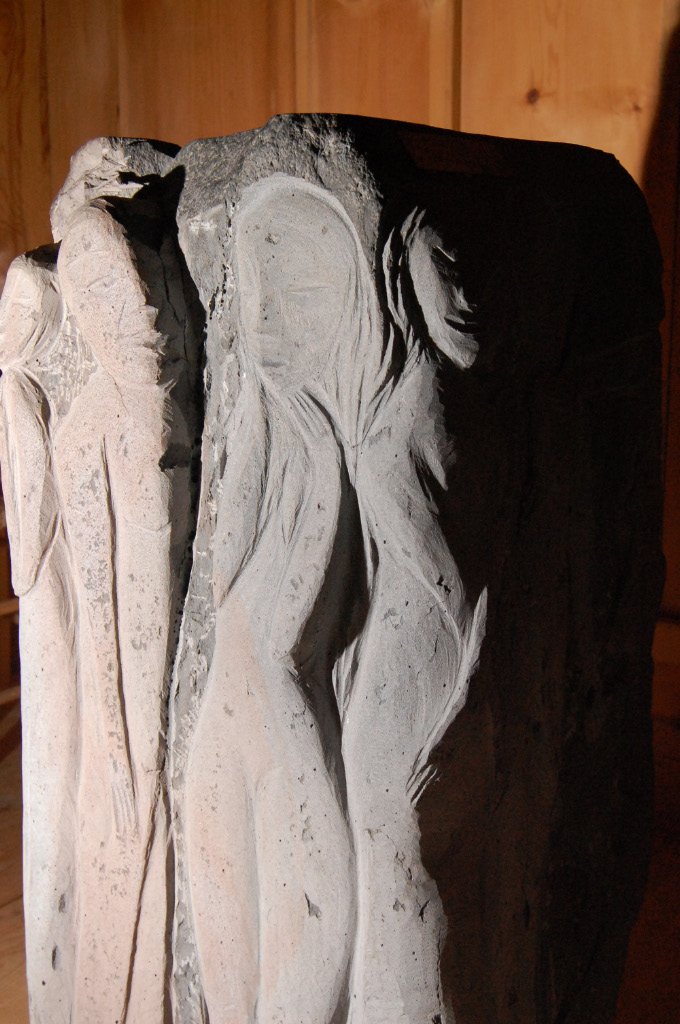
Taufbecken in der Stabkirche